# Sapromyza quadrangulata
Sapromyza quadrangulata är en tvåvingeart som först beskrevs av Meijere 1924.  Sapromyza quadrangulata ingår i släktet Sapromyza och familjen lövflugor. Inga underarter finns listade i Catalogue of Life.